# Масове вбивство на дорозі Малага-Альмерія
Масове вбивство на дорозі Малага-Альмерія сталося 8 лютого 1937 під час громадянської війни в Іспанії при спробі евакуації мирного населення з іспанського міста Малага, яке на той момент контролювали республіканці. В результаті поразки республіканців у ході Малагської операції в місто проникли іспанські націоналісти і сили фашистської Італії, що їх підтримували. Не менше 15 000 мирних жителів спробували евакуюватися з обложеного міста прибережним шосе N-340, що з'єднує Малагу з містом Альмерія.

## Хронологія
3 лютого 1937 року сили націоналістів, що наступали на Малагу, натрапили на опір республіканців у Ронді, але придушили його. 6 лютого підрозділи італійського експедиційного корпусу волонтерів атакували місто з навколишнього нагір'я, що змусило евакуювати мирних жителів із міста. 8 лютого 1937 Малага була захоплена силами націоналістів. Місто зазнало нападу з суші, повітря та моря. Артилерія та танки націоналістів обстрілювали Малагу з суші, а італійські та німецькі кораблі та літаки бомбардували місто та обстрілювали його з моря.
Через своє географічне розташування вздовж південного узбережжя Середземного моря та його гористих внутрішніх кордонів (Сьєрра-Морена та Кордильєра-Бетіка) місто Малага було обмежене у засобах транспорту та евакуації. Внаслідок цього тисячі жителів Малаги залишилися беззахисними та непідготовленими до нападів з боку націоналістів. Тому 8 лютого, за різними підрахунками, від 15 000 до 50 000 мирних жителів, переважно люди похилого віку, жінки і діти, вирушили в напрямку міста Альмерія, яке відстояло від Малаги майже на 200 км на північний схід головною прибережною магістраллю, дорогою N-340 (la carretera N-340).
Оскільки шосе знаходилося під прямим обстрілом артилерії з суші та моря, а також постійно зазнавало бомбардувань, близько 3000-5000 мирних жителів загинули на шляху до Альмерії.
Ті, кому вдалося дістатися Альмерії, були зустрінуті городянами недружелюбно, оскільки останні побоювалися помсти з боку націоналістів, які наближалися (хоча місту вдалося протриматися до самого кінця війни). Ті, хто відмовились евакуюватися з Малаги (приблизно 4000 осіб), часто зазнавали безсудних вбивств або зґвалтувань. Одна з таких братських могил збереглася на цвинтарі Сан-Рафаель.

## Пам'ять

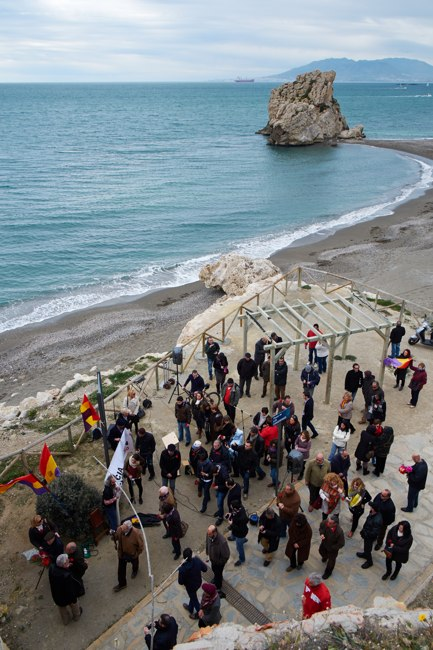
Дань поваги жертвам на дорозі пляжу Пеньйон-дель-Куерво 15 лютого 2015 року.

Вбивство цивільних осіб на дорозі Малага-Альмерія є похмурим нагадуванням про політичні, економічні, соціальні та релігійні хвилювання, що охопили Іспанію в 20 столітті.
У 2005 році в Торре-дель-Мар (приблизно на півдорозі між Малагою та Альмерією) було здійснено поминальну службу на згадку про жертви масового вбивства. З того часу стало традицією щороку 7 лютого покладати вінок на згадку про загиблих.